# Ceillac

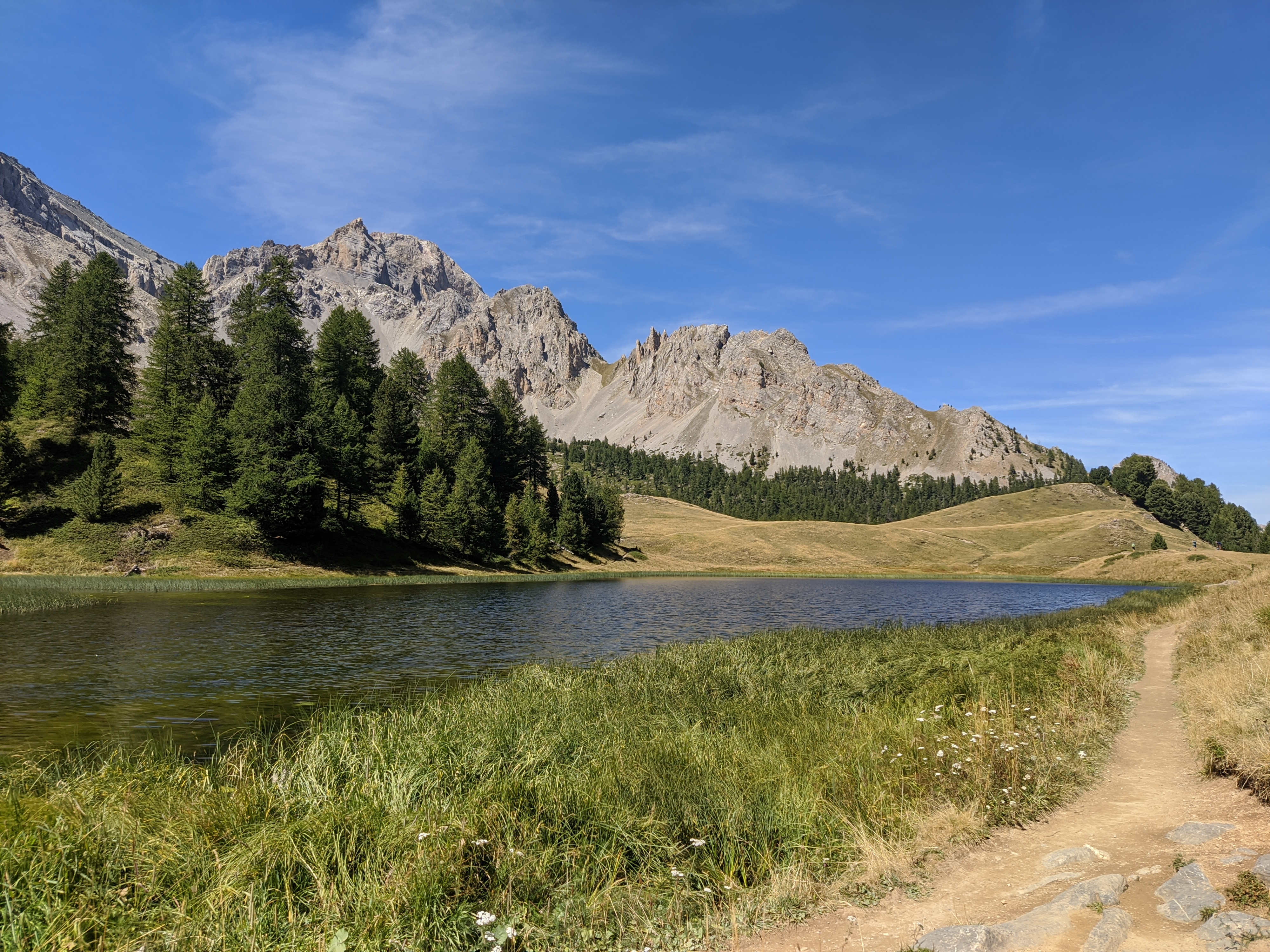
Lac Miroir

Ceillac es una comuna francesa situada en el departamento de Altos Alpes, en la región de Provenza-Alpes-Costa Azul.
De las 9600 hectáreas del territorio, solo 14 están edificadas o son edificables. Por lo tanto, el espacio natural está especialmente conservado, con una fauna y una flora excepcionales, y atrae a numerosos visitantes tanto en verano como en invierno.

## Economía
En pocas décadas, la actividad económica de la comuna ha pasado de una monoactividad esencialmente agrícola de subsistencia a una actividad casi monoturística, con excepción de una importante actividad constructiva artesanal tradicional, en parte estacional.

## Demografía
| 202 | 208 | 234 | 292 | 289 | 276 | 282 |
| Para los censos de 1962 a 1999 la población legal corresponde a la población sin duplicidades (Fuente: INSEE [Consultar]) |     |     |     |     |     |     |